# Bàlsam del Tigre
El Bàlsam del Tigre o Tiger Balm (en xinès: 虎標萬金油; pinyin: Hǔbiao Wànjīnyóu; POJ: Hó͘-phiau Bān-kim-iû) és un liniment analgèsic fabricat i distribuït per l'empresa de Singapur Haw Par Corporation. S'utilitza principalment per a l'alleujament del dolor extern.

## Història
Un precursor del Bàlsam de Tigre anomenat Ban Kin Yu (萬金油 o Ten Thousand Golden Oil) va ser desenvolupat a la dècada del 1870 durant l'època colonial britànica per l'herbolari xinès Aw Chu Kin, fill de l'herbolari hakka Aw Leng Fan. El seu pare l'havia enviat a Yangon a la dècada del 1860 per ajudar l'herboristeria del seu oncle. Més endavant, Aw Chu Kin va obrir un negoci familiar anomenat Eng Aun Tong («Saló de la Pau Eterna»). Al seu llit de mort el 1908, va demanar als seus fills Aw Boon Haw i Aw Boon Par de perfeccionar el producte. El 1918, la família Aw s'havia convertit en una de les famílies més riques de Yangon i el producte va ser rebatejat amb vocació comercial com a Bàlsam del Tigre. A la dècada del 1920, els germans havien convertit l'Eng Aun Tong en un imperi empresarial de gran èxit que produïa i comercialitzava productes farmacèutics, inclòs el bàlsam en qüestió que després de vendre's a Birmània es va exportar a la resta de l'est i el sud-est asiàtic.

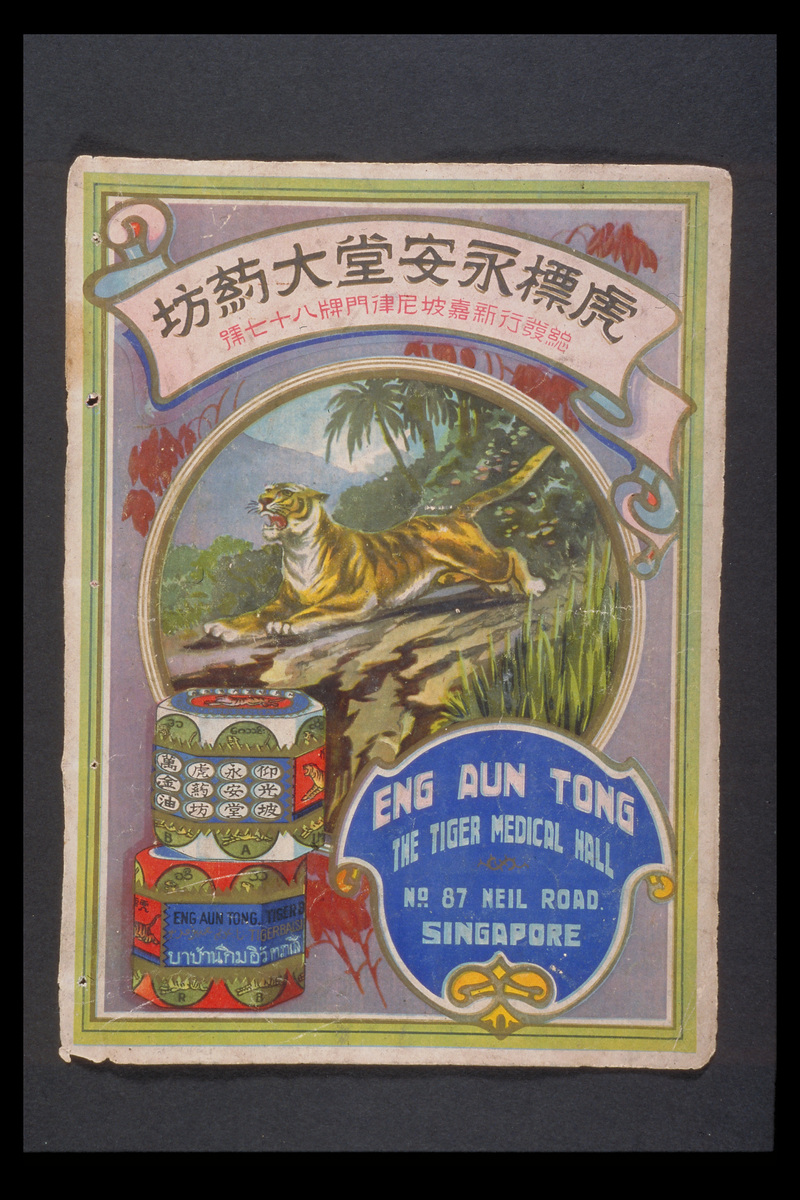

Els germans Aw es van traslladar a Singapur per mor de problemes amb el govern colonial del Raj Britànic el 1924. Van obrir una botiga primer a Amoy Street, després es van traslladar a Cecil Street i finalment al número 89 de Neil Road entre 1924 i 1926. Boon Haw també va fundar diaris a la Xina i Singapur, de fet, la seva filla va afirmar que es va gastar tants diners en publicitat que «va pensar que seria més barat obrir uns quants diaris».
El 2013, una demanda presentada per Haw Par contra l'empresa índia Rangoon Chemical Works, en la qual assegurava que el bàlsam Flying Tiger d'aquesta infringia la marca registrada de Tiger Balm, va arribar al Tribunal Suprem de l'Índia. Com a resultat, Rangoon Chemical Works va haver de fer canvis en la marca del seu producte.
El 2018, venien deu productes sota la marca Tiger Balm en més de cent països. El producte venut a l'Índia és fabricat a Hyderabad per Makson i comercialitzat per Alkem Laboratories. Entre 1993 i 2011, havia estat fabricat i comercialitzat per Elder Pharmaceuticals.

## Composició
| Ingredient          | Roig | Blanc | Ultra |
| ------------------- | ---- | ----- | ----- |
| Mentol              | 10%  | 8%    | 11%   |
| Càmfora             | 11%  | 11%   | 11%   |
| Oli de menta        | 6%   | 16%   | 6%    |
| Oli de cajuput      | 7%   | 13%   | 13%   |
| Oli de brot de clau | 5%   | 1,5%  | 2%    |

La resta és una base de vaselina i parafina. L'etiqueta de l'envàs indica que els ingredients actius són el mentol i la càmfora. Un nou producte anomenat Tiger Balm White HR utilitza oli d'eucaliptus en lloc d'oli de cajuput.